# Tickle Me (filme)
Tickle Me (no Brasil, Cavaleiro Romântico), é um filme de comédia romântica de 1965, dirigido por Norman Taurog e protagonizado por Elvis Presley.

## Sinopse
Lonnie Beale (Elvis Presley), é um cantor country que trabalha fazendo bico em um SPA. Várias mulheres tentam chamar a atenção de Lonnie, porém, ele se interessa por uma jovem chamada Pam Merritt (Jocelyn Lane). Pam está no SPA para investigar uma cidade fantasma vizinha, onde seu avô escondeu um baú cheio de ouro. Ela acaba tendo a ajuda de Lonnie e de seu assistente Stanley (Jack Mullaney) para recuperar o tesouro. A trajetória do trio se complica quando uma quadrilha também interessada no ouro, aparece e faz de tudo para que eles deixem o território.

## Elenco
- Elvis Presley: Lonnie Beale/Panhandle Kid
- Julie Adams: Vera Radford
- Jocelyn Lane: Pamela Meritt
- Jack Mullaney: Stanley Potter
- Merry Anders: Estelle Penfield
- Connie Gilchrist: Hilda
- Edward Faulkner: Brad Bentley
- Allison Hayes: Mabel
- Bill Williams: Deputy Sturdivant

## Informações
O filme foi a grande salvação do estúdio Allied Artist, que na época estava passando por grandes dificuldades financeiras, quase à beira da falência. Presley concordou em receber um salário menor, para que o estúdio pudesse arcar com o resto  das despesas e sua trilha sonora, foi recheada de músicas já gravadas anteriormente pelo cantor, não tendo nenhuma inédita. O filme arrecadou 5 milhões de dólares nas bilheterias americanas, tirando o estúdio da lama.

## Prêmios e indicações
Em 1966, Presley recebeu o Laurel Awards na categoria de "Melhor Ator" pelo seu trabalho no filme. Foi o único prêmio que Presley ganhou como ator.

## Lançamentos
O filme foi lançado em VHS nos anos 80 pela Allied Artists Home Video e posteriormente pela CBS/Fox Video. A Warner Home Video relançou pela última vez em VHS  em 1997. Em 2007, o filme foi lançado em DVD.